# Piper aramanum
Piper aramanum är en pepparväxtart som beskrevs av C. Dc.. Piper aramanum ingår i släktet Piper och familjen pepparväxter. Inga underarter finns listade i Catalogue of Life.